# Saint-Rémy-la-Varenne
Saint-Rémy-la-Varenne és un municipi francès situat al departament de Maine i Loira i a la regió de País del Loira. L'any 2007 tenia 1.008 habitants.

## Demografia

### Població
El 2007 la població de fet de Saint-Rémy-la-Varenne era de 1.008 persones. Hi havia 392 famílies de les quals 90 eren unipersonals (45 homes vivint sols i 45 dones vivint soles), 124 parelles sense fills, 157 parelles amb fills i 21 famílies monoparentals amb fills.
La població ha evolucionat segons el següent gràfic:
Habitants censats

### Habitatges
El 2007 hi havia 456 habitatges, 390 eren l'habitatge principal de la família, 41 eren segones residències i 25 estaven desocupats. 435 eren cases i 20 eren apartaments. Dels 390 habitatges principals, 308 estaven ocupats pels seus propietaris, 78 estaven llogats i ocupats pels llogaters i 4 estaven cedits a títol gratuït; 4 tenien una cambra, 18 en tenien dues, 57 en tenien tres, 114 en tenien quatre i 198 en tenien cinc o més. 253 habitatges disposaven pel capbaix d'una plaça de pàrquing. A 156 habitatges hi havia un automòbil i a 201 n'hi havia dos o més.

### Piràmide de població
La piràmide de població per edats i sexe el 2009 era:
| Homes | Edats   | Dones |
| ----- | ------- | ----- |
| 0     | 95 o +  | 4     |
| 4     | 90 a 94 | 0     |
| 4     | 85 a 89 | 16    |
| 0     | 80 a 84 | 12    |
| 16    | 75 a 79 | 8     |
| 20    | 70 a 74 | 28    |
| 28    | 65 a 69 | 24    |
| 20    | 60 a 64 | 16    |
| 12    | 55 a 59 | 28    |
| 32    | 50 a 54 | 24    |
| 28    | 45 a 49 | 48    |
| 48    | 40 a 44 | 32    |
| 12    | 35 a 39 | 16    |
| 36    | 30 a 34 | 32    |
| 36    | 25 a 29 | 24    |
| 8     | 20 a 24 | 20    |
| 20    | 15 a 19 | 32    |
| 28    | 10 a 14 | 12    |
| 52    | 5 a 9   | 16    |
| 32    | 0 a 4   | 16    |

## Economia
El 2007 la població en edat de treballar era de 623 persones, 443 eren actives i 180 eren inactives. De les 443 persones actives 409 estaven ocupades (226 homes i 183 dones) i 35 estaven aturades (10 homes i 25 dones). De les 180 persones inactives 64 estaven jubilades, 52 estaven estudiant i 64 estaven classificades com a «altres inactius».

### Ingressos
El 2009 a Saint-Rémy-la-Varenne hi havia 381 unitats fiscals que integraven 973,5 persones, la mediana anual d'ingressos fiscals per persona era de 17.533 €.

### Activitats econòmiques
Dels 28 establiments que hi havia el 2007, 1 era d'una empresa alimentària, 2 d'empreses de fabricació d'altres productes industrials, 2 d'empreses de construcció, 10 d'empreses de comerç i reparació d'automòbils, 4 d'empreses d'hostatgeria i restauració, 2 d'empreses d'informació i comunicació, 1 d'una empresa financera, 1 d'una empresa immobiliària, 2 d'empreses de serveis, 1 d'una entitat de l'administració pública i 2 d'empreses classificades com a «altres activitats de serveis».
Dels 6 establiments de servei als particulars que hi havia el 2009, 1 era una oficina bancària, 2 tallers de reparació d'automòbils i de material agrícola, 1 lampisteria i 2 restaurants.
Dels 2 establiments comercials que hi havia el 2009, 1 era una fleca i 1 un drogueria.
L'any 2000 a Saint-Rémy-la-Varenne hi havia 25 explotacions agrícoles que ocupaven un total de 672 hectàrees.

## Equipaments sanitaris i escolars
El 2009 hi havia 1 escola elemental i 1 escola elemental integrada dins d'un grup escolar amb les comunes properes formant una escola dispersa.

## Poblacions més properes
El següent diagrama mostra les poblacions més properes.